# Sun Li-jen

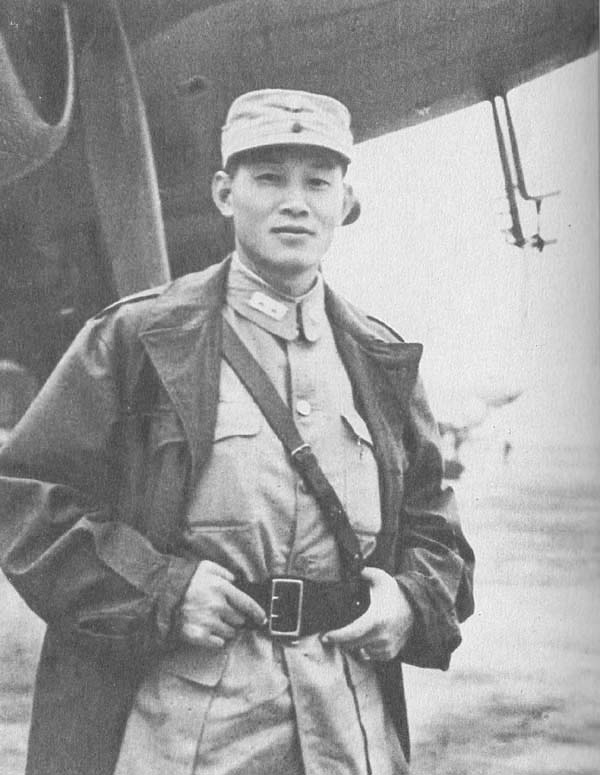
Sun Li-jen in den 1940er Jahren in Indien

Sun Li-jen (chinesisch 孫立人 / 孙立人, Pinyin Sūn Lìrén; * 8. Dezember 1900 in Lujiang, Anhui; † 19. November 1990 in Taichung, Taiwan) war ein chinesischer General der Kuomintang-Armee, der im Zweiten Japanisch-Chinesischen Krieg und dem Chinesischen Bürgerkrieg kämpfte und dort u. a. an der Schlacht um Shanghai (1937) und dem Burmafeldzug teilnahm. Seine militärischen Erfolge brachten ihm den Titel "Rommel des Ostens" von den Amerikanern ein, zu denen er gute Beziehungen pflegte. Nach dem Sieg der Kommunisten im Bürgerkrieg 1949 war er zwischen 1950 und 1954 der Leiter des Heeres der Republik China auf Taiwan, bevor er in Ungnade fiel und unter Hausarrest gestellt wurde.

## Leben
Als junger Mann schloss sich Sun der Bewegung des vierten Mai an und wurde 1920 an der Tsinghua-Universität zugelassen, wo er Bauingenieurwesen studierte. Sun spielte Basketball an der Tsinghua und war ein guter Sportler. Er führte die chinesische Mannschaft zu einer Goldmedaille bei den Far Eastern Championship Games 1921. Dank eines speziellen Stipendiums wechselte er 1923 an die Purdue University in den Vereinigten Staaten, wo er 1924 sein Studium abschloss. Er arbeitete kurzzeitig in Illinois für die Chicago Bridge & Iron Company, bevor er sich dem Virginia Military Institute anschloss, wo er 1927 eine militärische Ausbildung abschloss. Im selben Jahr bereiste Sun Europa und Japan, um sich über die neueste militärische Organisation und Strategie zu informieren, kehrte dann nach China zurück und wurde Gefreiter in der Nationalrevolutionären Armee der nationalistischen Kuomintang (KMT).
Sun führte seine Truppen im Kampf gegen die Japaner während der Schlacht um Schanghai im Jahr 1937 und wurde durch Minensplitter schwer verwundet. Nach seiner Genesung kehrte Sun zurück, um seine Truppen an die Front zu führen. Dieses Mal wurde er von Chiang Kai-shek nach Burma geschickt, um die Burmastraße zu sichern. Obwohl er nicht in der Lage war, die Japaner daran zu hindern, die Burmastaße abzuschneiden, erwarb sich Sun den Respekt von General William Slim, dem Befehlshaber der britischen 14th Army. Sun und seine 38. Division zogen sich nach Indien zurück und nahmen später gemeinsam mit den Briten an der Vertreibung der Japaner aus Burma teil. Für seinen Beitrag zur Schlacht um Yenangyaung wurde er von den Briten mit dem Order of the British Empire ausgezeichnet. Der US-amerikanische General Joseph Stilwell hielt Sun, der im Herbst 1944 die neue 1. Armee (chinesische 30. und 38. Division) an der Ledo-Straße kommandierte, für den fähigsten chinesischen Feldkommandeur des gesamten Krieges. 1945 bereiste Sun auf Einladung des amerikanischen Generals Dwight D. Eisenhower die Schlachtfelder Europas.
Das Ende des Krieges mit Japan brachte für China jedoch keinen Frieden. Suns Armee wurde in die Mandschurei verlegt, wo die sowjetischen Armeen den kommunistischen Kräften die Kontrolle über strategische Gebiete überließen und die Nationalisten nur durch die Anwerbung lokaler Banditen und kapitulierender japanischer Truppen in die Schlacht ziehen konnten. Am 20. Mai 1946 besiegten Suns Truppen die Volksbefreiungsarmee und nahmen in der Schlacht von Siping einen wichtigen Eisenbahnknotenpunkt ein. Letztlich musste sich die Republik China jedoch auf die Insel Taiwan zurückziehen und Maos Kommunisten das chinesische Festland überlassen.
1950 wurde Sun zum Oberbefehlshaber des Heeres der Republik China ernannt. Er geriet jedoch bald darauf mit Chiang Kai-sheks Sohn Chiang Ching-kuo in Konflikt. Seine moderne militärische Ausbildung und seine guten Kontakte zu den Amerikanern galten im paranoiden Klima der Zeit als verdächtig. Chiang Ching-kuo, der in der Sowjetunion ausgebildet worden war, führte eine Militärstruktur nach sowjetischem Vorbild ein, indem er das Offizierskorps reorganisierte und sowjetisierte. Sun Li-jen, der am amerikanischen Virginia Military Institute ausgebildet worden war, lehnte dieses System ab. Am 20. August 1955 wurde Sun offiziell von all seinen Aufgaben entbunden und unter Hausarrest gestellt. Seine Verbündeten im Militär wurden entlassen und ihm wurde vorgeworfen, bei einem angeblichen Putschversuch mit der CIA zusammengearbeitet zu haben.
Sun stand mehr als drei Jahrzehnte lang unter Hausarrest: Erst am 20. März 1988, kurz nach dem Tod von Chiang Ching-kuo, wurde die Anklage gegen ihn aufgehoben. Zwei Jahre später starb er zu Hause im Alter von 89 Jahren eines natürlichen Todes. Im Jahr 2001 wurde Sun Li-jen nach einer Untersuchung der Regierung über den angeblichen Putschversuch rehabilitiert. Im Januar 2011 entschuldigte sich Präsident Ma Ying-jeou offiziell bei Sun Li-jen's Familie und in Sun's Haus in Taichung wurde eine Gedenkhalle und ein Museum eröffnet.